# Ojciec chrzestny (film)
Ojciec chrzestny (ang. The Godfather) – amerykański dramat gangsterski z 1972 roku w reżyserii Francisa Forda Coppoli, zrealizowany na podstawie powieści Maria Puza, będącego również jego współscenarzystą. W głównych rolach wystąpili Marlon Brando, Al Pacino, James Caan, Richard Castellano, Robert Duvall, Sterling Hayden, John Marley, Richard Conte i Diane Keaton. Pierwsza część trylogii Ojciec chrzestny opowiadającej o rodzinie Corleonów, na czele której stoi don Vito Corleone (Brando), rozgrywająca się w latach 1945–1955. Przedstawia przemianę najmłodszego syna Vita, Michaela (Pacino), z rodzinnego wyrzutka w bezwzględnego bossa mafii.
Wytwórnia Paramount Pictures nabyła za 80 tys. USD prawa do zekranizowania książki, jeszcze zanim ta zyskała popularność. Producenci mieli problem ze znalezieniem reżysera, ponieważ pierwszych kilku kandydatów nie wyraziło zainteresowania; ostatecznie funkcję tę przyjął Coppola, co doprowadziło do sporów o obsadę, przede wszystkim o angaż Brando i Pacina. Zdjęcia kręcono głównie w Nowym Jorku i jego okolicach oraz na Sycylii, a zakończono je przed czasem. Muzykę skomponował Nino Rota, zaś dodatkowe utwory Carmine Coppola.
Światowa premiera filmu odbyła się 14 marca 1972 w Loew’s State Theatre, a do szerokiej dystrybucji trafił 24 marca. Ojciec chrzestny był najbardziej dochodowym filmem 1972 roku, a przy przychodach rzędu 250–291 mln USD przez pewien czas znajdował się na szczycie najbardziej dochodowych filmów wszech czasów. Spotkał się z powszechnym uznaniem krytyków i widzów, chwalących grę aktorską – przede wszystkim Brando i Pacina – reżyserię, scenariusz, zdjęcia, montaż, muzykę i sposób, w jaki przedstawiono mafię. Był przyczynkiem do rozpoczęcia karier Coppoli i Pacina, jak również przyczynił się do odrodzenia przygasłej w latach 60. kariery Brando, który po premierze wystąpił on m.in. w Ostatnim tangu w Paryżu, Supermanie i Czasie apokalipsy. Podczas 45. ceremonii wręczenia nagród Amerykańskiej Akademii Filmowej nagrodzono go Oscarami dla najlepszego filmu, aktora (Brando) i scenariusza adaptowanego (Puzo i Coppola). Dodatkowo otrzymał siedem innych nominacji – dla Pacina, Caana i Duvalla w kategorii „najlepszy aktor drugoplanowy” oraz dla Coppoli za reżyserię.
Ojciec chrzestny uznawany jest za jeden z najlepszych i najbardziej wpływowych filmów w historii oraz za jednego z najwybitniejszych przedstawicieli kina gangsterskiego. W 1990 Biblioteka Kongresu wpisała go do National Film Registry – rejestru filmów budujących dziedzictwo kulturalne Stanów Zjednoczonych – jako film „znaczący kulturowo, historycznie i estetycznie”. American Film Institute uznał go za drugi najlepszy film w historii amerykańskiej kinematografii (za Obywatelem Kane’em). Doczekał się dwóch kontynuacji: Ojciec chrzestny II (1974) i Ojciec chrzestny III (1990).

## Fabuła
Na podstawie: The Annotated Godfather: The Complete Screenplay, Commentary on Every Scene, Interviews, and Little-Known Facts
Rok 1945, Nowy Jork. Vito Corleone, don mafijnej rodziny, wyprawia ślub swojej jedynej córce Connie, wychodzącej za Carla Rizziego. Podczas uroczystości odwiedza go piekarz proszący o przysługę, a najmłodszy syn – Michael – przedstawia rodzinie swoją dziewczynę, Kay Adams. Johnny Fontane, popularny piosenkarz i chrześniak Vita, prosi go o pomoc w zdobyciu roli w filmie. Vito nakazuje swojemu consigliere, Tomowi Hagenowi, przekonanie producenta Jacka Woltza, żeby obsadził Johnny’ego.
Zimą baron narkotykowy Sollozzo proponuje Vitowi zainwestowanie w narkotyki, prosząc też o ochronę. Ten odmawia, stwierdzając, że zaangażowanie się w narkobiznes skomplikuje jego relacje z politykami. Niepokoi go jednak, że Sollozzo ma wsparcie rodziny Tattagliów, zleca więc swojemu silnorękiemu – Luce Brasiemu – żeby przyłączył się do konkurencyjnej rodziny i szpiegował ją. Tattagliowie wietrzą podstęp i zabijają Brasiego podczas jego inauguracji. Niedługo później Vito zostaje postrzelony. Kiedy kontrolę tymczasowo przejmuje pierworodny syn Vita, Sonny, Sollozzo zmusza Hagena, żeby przekonał Sonny’ego do wejścia w biznes narkotykowy. Sonny mści się za śmierć Luki Brasiego, zlecając zabójstwo Bruna Tattaglii. Michael odwiedza ojca w szpitalu, odkrywając, że nie jest on chroniony przez policjantów, którzy zostali przekupieni przez Sollozza. Udaje mu się powstrzymać kolejny zamach na swojego ojca, ale zostaje pobity przez skorumpowanego kapitana policji Marka McCluskey’ego. Sollozzo i McCluskey proszą Michaela o spotkanie, żeby zażegnać spór. Ten zgadza się, ale wraz z Sonnym i caporegime rodziny – Clemenzą – postanawiają pozbyć się zagrożenia. Clemenza ukrywa w restauracji na Bronksie broń, z której Michael zabija Sollozza i McCluskey’ego.
Władze biorą odwet za zabójstwo kapitana policji, a Pięć Rodzin wypowiada sobie otwartą wojnę. Michael zostaje wysłany na Sycylię, gdzie opiekuje się nim dawny przyjaciel jego ojca, a Fredo – średni syn Vita – zostaje oddany pod opiekę Moego Greene’a w Las Vegas. Sonny publicznie atakuje Carla i grozi mu za bicie i znęcanie się nad Connie. Kiedy ten ponownie napastuje jego siostrę, Sonny postanawia się z nim rozprawić, ale wpada w zasadzkę na rogatkach autostrady i zostaje zabity. Na Sycylii Michael żeni się z Apollonią, ta jednak ginie niedługo później w wybuchu bomby podłożonej pod jego samochodem.
Vito, zdruzgotany śmiercią Sonny’ego i mający dosyć wojny, prosi o spotkanie Pięciu Rodzin. Zapewnia, że nie będzie oponował przeciwko ich związkom z narkobiznesem i nie będzie mścił się za śmierć pierworodnego. W zamian udaje mu się wynegocjować bezpieczeństwo Michaela, który po powrocie do Stanów wchodzi do rodzinnego interesu i żeni się z Kay, która na początku lat 50. rodzi mu dwójkę dzieci. Ze względu na sędziwy wiek Vita i niezdolność Freda do sprawowania przywództwa nad rodziną na jej czele staje Michael. Vito ostrzega go, że za zabójstwem Sonny’ego stoi don Barzini, który będzie próbował zabić również jego podczas spotkania zaaranżowanego przez zdradzieckiego capo Corleonów. Z pomocą Vita Michael przekierowuje Hagena do zarządzania operacjami w Las Vegas, uważając, że nie jest on consigliere odpowiednim na czas wojny. Podczas odwiedzin w Nevadzie Michael odkrywa, że Fredo stał się bardziej wierny Greene’owi niż własnej rodzinie.
W 1955 Vito umiera na zawał serca. Podczas jego pogrzebu Tessio prosi Michaela o spotkanie z Barzinim, sygnalizując tym swoją zdradę rodziny. Spotkanie zostaje wyznaczone na dzień chrztu dziecka Connie. W trakcie nabożeństwa, podczas którego Michael jest ojcem chrzestnym siostrzeńca, zabójcy Corleonów zabijają donów Pięciu Rodzin, Greene’a i Tessia. Michael zmusza Carla do przyznania się, że brał udział w śmierci Sonny’ego, za co skazuje go na wygnanie; podczas ucieczki mężczyzna zostaje uduszony przez Clemenzę. Connie oskarża brata o zabicie jej męża. Kay pyta Michaela, czy Connie mówi prawdę, ten jednak zaprzecza. Kiedy wychodzi z pokoju, wchodzą do niego capo, składając wyrazy uszanowania Michaelowi i zwracając się do niego per „don Corleone”.

## Obsada
Źródło: The New York Times, American Film Institute
- Marlon Brando jako Vito Corleone; przestępczy boss i patriarcha rodu;
- Al Pacino jako Michael Corleone; najmłodszy syn Vita;
- James Caan jako Santino „Sonny” Corleone; najstarszy syn Vita;
- Richard S. Castellano jako Peter Clemenza; caporegime, ojciec chrzestny Sonny’ego;
- Robert Duvall jako Tom Hagen; consigliere, prawnik i przybrany członek rodziny Corleonów;
- Sterling Hayden jako Mark McCluskey; skorumpowany kapitan policji na usługach Sollozza;
- John Marley jako Jack Woltz; hollywoodzki producent zastraszany przez Corleonów;
- Richard Conte jako Emilio Barzini; boss konkurencyjnej rodziny;
- Al Lettieri jako Virgil Sollozzo; boss konkurencyjnej rodziny, który wraz z Tattaglią próbuje namówić Vita do wejścia w rynek narkotykowy;
- Diane Keaton jako Kay Adams-Corleone; dziewczyna, później druga żona Michaela;
- Abe Vigoda jako Salvatore Tessio; caporegime Vita;
- Talia Shire jako Constanzia „Connie” Corleone-Rizzi; jedyna córka Vita;
- Gianni Russo jako Carlo Rizzi; mąż Connie;
- John Cazale jako Frederico „Fredo” Corleone; średni syn Vita;
- Rudy Bond jako Cuneo; boss konkurencyjnej rodziny;
- Al Martino jako Johnny Fontane; piosenkarz, chrześniak Vita;
- Morgana King jako Carmela Corleone; żona Vita;
- Lenny Montana jako Luca Brasi; silnoręki Vita;
- Johnny Martino jako Paulie Gatto; żołnierz Corleonów;
- Salvatore Corsitto jako Amerigo Bonasera; przedsiębiorca proszący Vita o przysługę;
- Richard Bright jako Al Neri; żołnierz rodziny, później silnoręki Michaela;
- Alex Rocco jako Moe Greene; żydowski gangster, właściciel kasyna w Las Vegas;
- Tony Giorgio jako Bruno Tattaglia; caporegime Tattagliów, najstarszy syn Philipa;
- Vito Scotti jako Nazorine; przyjaciel Vita;
- Tere Livrano jako Theresa Hagen; żona Toma;
- Victor Rendina jako Philip Tattaglia; głowa konkurencyjnej rodziny;
- Jeannie Linero jako Lucy Mancini; koleżanka Connie i kochanka Sonny’ego;
- Julie Gregg jako Sandra Corleone; żona Sonny’ego;
- Ardell Sheridan jako pani Clemenza; żona Petera;
- Simonetta Stefanelli jako Apollonia Vitelli-Corleone; pierwsza żona Michaela;
- Angelo Infanti jako Fabrizio; ochroniarz Michaela na Sycylii;
- Corrado Gaipa jako don Tommasino; boss sycylijskiej rodziny mafijnej, dawny przyjaciel Vita;
- Franco Citti jako Calò; ochroniarz Michaela na Sycylii;
- Saro Urzì jako pan Vitelli; ojciec Apollonii.

## Produkcja

### Nabycie praw do ekranizacji
Film powstał na podstawie powieści Maria Puza Ojciec chrzestny z 1969 roku, która przez sześćdziesiąt siedem tygodni znajdowała się na liście bestsellerów „The New York Timesa”, w ciągu dwóch lat sprzedała się w ponad dziewięciu milionach egzemplarzy i jeszcze w kilka lat po premierze pozostawała najlepiej sprzedającą się książką. Paramount Pictures dowiedziało się o powieści w 1967, kiedy pracownik zajmujący się wyszukiwaniem książek potencjalnie nadających się do zekranizowania poinformował wicedyrektora ds. produkcji Petera Barta o nieukończonym jeszcze sześćdziesięciostronicowym rękopisie Puza zatytułowanym Mafia. Bart uznał, że jest on „czymś znacznie więcej niż historią o mafii”, i zaproponował Puzowi 12,5 tys. USD za prawa do jego zekranizowania z gwarancją zapłaty 80 tys. USD, jeżeli ukończony projekt będzie można zaadaptować na film. Chociaż agent pisarza namawiał go, żeby nie przyjmował propozycji, pilnie potrzebujący pieniędzy Puzo zaakceptował warunki wytwórni. Robert Evans, jeden z prominentnych producentów Paramountu, stwierdził, że kiedy spotkał się z autorem w 1968 i dowiedział się, że potrzebuje 10 tys. USD na spłatę długów hazardowych, złożył mu ofertę na wykup praw do ekranizacji.
W marcu 1967 Paramount poinformował oficjalnie, że wsparł Puza finansowo, żeby mógł dokończyć swoją następną książkę – z nadzieją, że będzie można ją zekranizować. W 1969 wytwórnia potwierdziła, że zamierza zekranizować powieść, za prawa do przeniesienia jej na ekran zapłaciła 80 tys. USD, a premiera planowana jest na święta 1971. 23 marca 1970 na producenta filmu wybrano Alberta S. Ruddy’ego, który zaimponował dyrektorom wytwórni podczas rozmowy o pracę, a dodatkowo znany był z nieprzekraczania ustalonych budżetów.

### Wybór reżysera

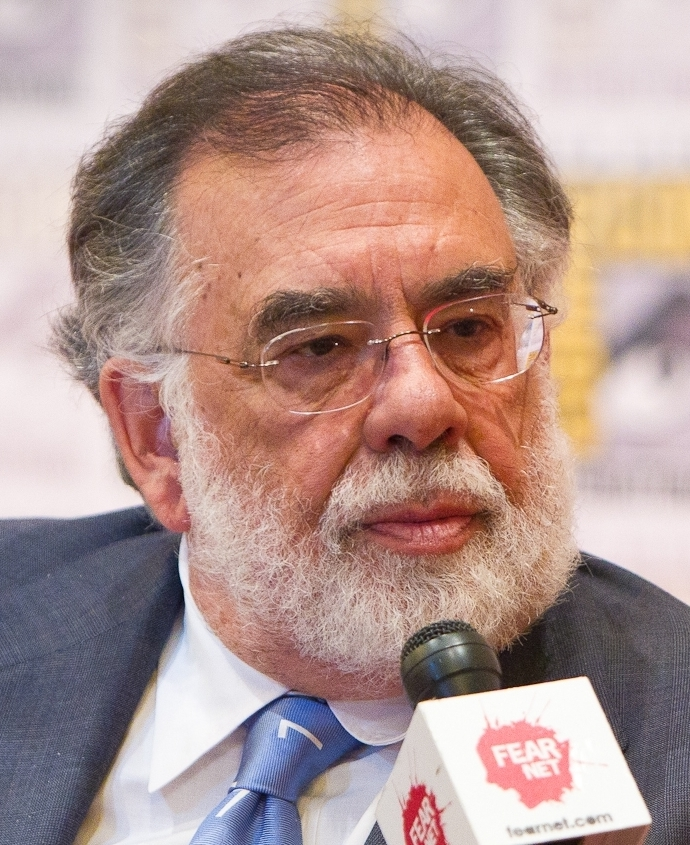
Francis Ford Coppola, reżyser filmu, w 2011 roku. Wytwórnia chciała, żeby Ojca chrzestnego nakręcił reżyser włoskiego pochodzenia, co miało nadać mu autentyczności.

Evans chciał, żeby Ojca chrzestnego wyreżyserował Amerykanin włoskiego pochodzenia, co miało sprawić, że film będzie „na wskroś włoski”. Poprzedni film Paramountu poświęcony mafii, Braterstwo (1968), wypadł bardzo słabo w box offisie. Zdaniem Evansa przyczyną tego był brak osób włoskiego pochodzenia tak w obsadzie, jak i wśród realizatorów – włoskich korzeni nie mieli ani reżyser Martin Ritt, ani grający główną rolę Kirk Douglas. Pierwotnie wytwórnia chciała obsadzić jako reżysera Sergia Leonego, ten jednak odrzucił propozycję, chcąc nakręcić swój własny film gangsterski – Dawno temu w Ameryce. Następnie zwrócono się do Petera Bogdanovicha, ten jednak nie był zainteresowany nakręceniem filmu mafijnego. W późniejszym czasie propozycję wyreżyserowania Ojca chrzestnego odrzucili również Peter Yates, Richard Brooks, Arthur Penn, Costa-Gavras i Otto Preminger. Bart zaproponował w końcu Evansowi Francisa Forda Coppolę – reżysera mającego włoskie pochodzenie, a mogącego pracować za niewielką gażę i przy niewielkim budżecie, nie miał bowiem dużego pola do negocjacji po porażce swojego poprzedniego filmu – Ludzi z deszczu. Coppola pierwotnie odrzucił propozycję, uważając książkę za marną i nastawioną na tanią sensację, określił ją nawet mianem „tandety”. Należące do Coppoli studio American Zoetrope było w tym czasie jednak winne 400 tys. USD wytwórni Warner Bros. za przekroczenie budżetu THX 1138; w związku ze słabą sytuacją finansową i za namową znajomych oraz rodziny, ostatecznie postanowił wyreżyserować film. Jego angaż oficjalnie ogłoszono 28 września 1970; Coppola zgodził się na gażę w wysokości 125 tys. USD i sześcioprocentowy udział w zyskach. Po ponownym zapoznaniu się z książką Coppola znalazł w niej głębszy sens i postanowił, że Ojciec chrzestny nie będzie filmem o zorganizowanej przestępczości, a stanowiącą metaforę kapitalizmu w Ameryce kroniką rodzinną.

#### Coppola i Paramount
Bezpośrednio przed zrealizowaniem Ojca chrzestnego Paramount doświadczył mało udanego okresu. Poza Braterstwem również inne filmy wyprodukowane bądź współprodukowane przez wytwórnię – w tym Urocza Lili (1970), Pomaluj swój wóz (1969) i Waterloo (1970) – nie odniosły spodziewanego sukcesu, chociaż kosztowały znacznie więcej, niż wstępnie zakładano. Pierwotnie budżet filmu miał zamknąć się w kwocie 2,5 mln USD, jednak wobec rosnącej popularności powieści Puza Coppola wnioskował o jego zwiększenie, co ostatecznie się udało. Kierownictwo Paramountu chciało, żeby akcja osadzona była we współczesnym Kansas City, a zdjęcia realizowane w studiu filmowym należącym do wytwórni, co miało zminimalizować koszty. Coppola chciał, żeby film był osadzony w tym samym miejscu i czasie, co powieść – w Nowym Jorku lat 40. i 50.; argumentował to ważnymi wątkami pojawiającymi się w książce, takimi jak służba Michaela w wojsku, narodziny korporacyjnej Ameryki i przedstawienie kraju bezpośrednio po zakończeniu II wojny światowej. Raz jeszcze wytwórnia przystała na jego prośby ze względu na popularność książki, zezwalając na zdjęcia w Nowym Jorku i na Sycylii.
Charles Bluhdorn z kierownictwa konglomeratu Gulf+Western, do którego należał wówczas Paramount, był zdenerwowany na Coppolę, który pomimo licznych prób ekranowych i castingów nadal nie obsadził znacznej liczby ról. Ze względu na niezdecydowanie reżysera i jego konflikty z wytwórnią produkcja niedługo później zaczęła się opóźniać, co kosztowało studio ok. 40 tys. USD dziennie. Ze względu na rosnące koszty produkcji budżetu zaczął osobiście doglądać ówczesny wiceprezes Paramountu Jack Ballard, a Coppola stwierdził, że każdego dnia zdjęć czuł, że może zostać zwolniony ze względu na wiele jego decyzji, z których wytwórnia nie była zadowolona. Miał świadomość, że Evans poprosił Elię Kazana o zmianę na stanowisku reżysera Coppoli, którego uznawał za niedostatecznie doświadczonego, żeby móc podołać rosnącej skali produkcji. Coppola był również przekonany, że montażysta Aram Avakian i drugi reżyser Steve Kestner spiskują przeciwko niemu, chcąc doprowadzić do jego zwolnienia. Avakian żalił się Evansowi, że nie może skutecznie montować scen, ponieważ nie nakręcono dostatecznie dużo materiału. Kiedy reżyser przedstawił producentowi przygotowany dotąd materiał, ten był zadowolony z jego jakości i zezwolił Coppoli na zwolnienie Avakiana i Kestnera. W późniejszym czasie Coppola stwierdził, że „niczym ojciec chrzestny przedwcześnie zwolnił tych, którzy mu zagrażali”. Dodatkowo Brando zagroził, że odejdzie z projektu, jeżeli Coppola zostanie zwolniony. Paramount chciał, żeby film spodobał się szerszej widowni, dlatego zasugerował reżyserowi, że zatrudni „specjalistę od przemocy”, który zajmie się tym, żeby całość była bardziej ekscytująca dla widzów. Żeby zadowolić studio, Coppola dodał kilka scen z przemocą, w tym m.in. tę, w której Connie tłucze naczynia, dowiedziawszy się o zdradzie męża.

### Scenariusz
14 kwietnia 1970 ujawniono, że Puzo został zatrudniony jako współscenarzysta filmu, za co otrzymał 100 tys. USD i procentowy udział w zyskach z jego dystrybucji. Coppola chciał zachować wierność książce, stąd żeby głównymi motywami ekranizacji były kultura, władza i rodzina, podczas gdy Puzo chciał zachować inne aspekty swojej powieści. 10 sierpnia 1970 ukończył stupięćdziesięciostronicowy szkic. Kiedy na reżysera wybrano Coppolę, obaj pracowali nad scenariuszem, jednak każdy samodzielnie – Puzo w Los Angeles, a Coppola w San Francisco. Coppola robił notatki dotyczące poszczególnych scen z książki, zapisując dominujące w nich motywy i oceniając, czy powinny znaleźć się w filmie, oraz pomysły na to, jak można wykorzystać i przedstawić je w adaptacji, żeby były zgodne z włoską kulturą. Obaj pozostawali ze sobą w kontakcie, oceniając, co powinno znaleźć się w ostatecznej wersji, a co należy z niej usunąć. Druga, stusiedemdziesięciotrzystronicowa wersja scenariusza, została ukończona 1 marca 1971, zaś ostateczna, skrócona do stu sześćdziesięciu trzech stron – a mimo to wciąż licząca ponad czterdzieści więcej, niż domagał się Paramount – 29 marca. Podczas kręcenia Coppola opierał się na notatkach, które sporządził na podstawie ostatecznej wersji scenariusza. Niektóre sceny, przede wszystkim ta z Vitem i Michaelem w ogrodzie, zostały napisane przez niewymienionego w napisach Roberta Towne’a. Pomimo ukończenia trzeciej wersji scenariusza w momencie rozpoczęcia zdjęć nie ukończono jeszcze wszystkich scen, przez co pisano je już podczas produkcji.
Italian-American Civil Rights League, na czele której stał gangster Joseph Colombo, twierdziła, że film podkreśla stereotypy na temat Amerykanów włoskiego pochodzenia, domagając się usunięcia ze scenariusza słów „mafia” i „cosa nostra”. Wnioskowano również, żeby wszystkie premierowe dochody przekazać Lidze, która przeznaczy je na budowę nowego szpitala. Według Coppoli w scenariuszu Puza słowo „mafia” pojawiało się zaledwie dwukrotnie, a „cosa nostra” w ogóle; sporne słowo zostało ostatecznie usunięte i zastąpione innym, nie wpływającym na sens historii, dzięki czemu Liga ostatecznie zaakceptowała scenariusz. Niedługo wcześniej zniszczono samochód Ruddy’ego, w którym wybito szyby, a na desce rozdzielczej pozostawiono liścik: „Wstrzymaj produkcję filmu, bo pożałujesz”.

### Casting
Puzo od samego początku nalegał, żeby Vita Corleonego zagrał Marlon Brando, do którego wysłał list ze stwierdzeniem, że jest on „jedynym aktorem mogącym zagrać ojca chrzestnego”. Kierownictwo Paramountu nie chciało jednak zgodzić się na zaangażowanie aktora – po części ze względu na słabe wyniki jego poprzednich filmów, a po części ze względu na jego porywczy temperament. Coppola skłaniał się ku Brando bądź Laurensie Olivierze; agent tego drugiego poinformował, że aktor odmawia udziału w filmie ze względu na chorobę, chociaż jeszcze w tym samym roku wystąpił w Detektywie. Studio naciskało na zaangażowanie Ernesta Borgnine’a; innymi kandydatami byli George C. Scott, Richard Conte, Anthony Quinn i Orson Welles – ten ostatni był faworytem Paramountu.
Po miesiącach rozmów pomiędzy Coppolą a Paramountem rozważano już jedynie kandydatury Brando i Borgnine’a; prezes wytwórni, Stanley Jaffe, domagał się, żeby Brando wziął udział w przesłuchaniu. Coppola, nie chcąc urazić aktora, poinformował go, że weźmie udział w teście sprzętu, który zaaranżowany został w kalifornijskiej rezydencji Brando. Przygotowując się do rzekomego testu, Brando wsadził sobie do ust bawełniane waciki, a żeby przyciemnić włosy, nałożył na nie pastę do butów, podwinął kołnierz. Ostatecznie kierownictwo Paramountu było pod wrażeniem zaangażowania Brando i pozwoliło na jego zatrudnienie, jeżeli zgodzi się na niższą gażę i podpisze zobowiązanie, że jego zachowanie nie przyczyni się do opóźnień w realizacji zdjęć. Na procencie od zysków z dystrybucji filmu Brando zarobił 1,6 mln USD.
Coppola od samego początku chciał, żeby Toma Hagena zagrał Robert Duvall, który otrzymał rolę po castingach, w których udział wzięło też kilku innych aktorów. Popularny wówczas piosenkarz Al Martino dowiedział się o Johnnym Fontanie od znajomego, który przeczytał książkę i stwierdził, że pomiędzy Fontane’em a Martinem jest znaczne podobieństwo. Piosenkarz skontaktował się z Ruddym, który zgodził się, żeby zagrał tę postać. Kiedy na reżysera wybrano Coppolę, zwolnił on Martina i obsadził w roli piosenkarza Vica Damonego. Martino stwierdził, że zgłosił się w tej sprawie do swojego ojca chrzestnego, a zarazem przestępczego bossa Russella Bufalina, ten zaaranżował publikację serii artykułów, w których twierdzono, że Coppola nie wiedział o wcześniejszym obsadzeniu Martina. Damone ostatecznie zrezygnował z roli, nie chcąc narażać się mafii – tym bardziej, że gaża była niewielka – a rolę Johnny’ego Fontane’a otrzymał ostatecznie Martino.
W Pauliego Gatta pierwotnie wcielić miał się Robert de Niro, który brał udział również w castingu do roli Sonny’ego. Kiedy Al Pacino zrezygnował z Gangu, który nie umiał strzelać (1971) na rzecz Ojca chrzestnego, de Niro wziął udział w castingu do Gangu i otrzymał do niego angaż, rezygnując z udziału w projekcie Coppoli. Po rezygnacji de Nira rolę Gatta otrzymał Johnny Martino. Coppola w roli Kay Adams obsadził Diane Keaton ze względu na jej reputację ekscentryczki. John Cazale został obsadzony w roli Freda Corleonego po tym, jak Coppola zobaczył go w jednej z offbroadwayowskich produkcji. Gianni Russo otrzymał rolę Carla Rizziego po przesłuchaniu, w którym zagrał scenę kłótni pomiędzy Rizzim a Connie.
Na krótko przed rozpoczęciem zdjęć, planowanym na koniec marca 1971, nadal nie obsadzono roli Michaela Corleonego. Kierownictwo studia nalegało na zaangażowanie popularnego aktora – Warrena Beatty’ego albo Roberta Redforda. Producent Robert Evans optował za Ryanem O’Nealem, który był na fali popularności po sukcesie Love Story. Osobistym faworytem Coppoli był Pacino – reżyser chciał do tej roli mało znanego Amerykanina włoskiego pochodzenia, a Pacino idealnie wpisywał się w jego wyobrażenia; studio uważało jednak, że aktor jest zbyt niski do roli Michaela. Do roli przesłuchiwani byli też Dustin Hoffman, Martin Sheen i James Caan. Rolę zaproponowano również Burtowi Reynoldsowi, jednak Brando zagroził, że w przypadku zaangażowania go zrezygnuje z projektu, przez co Reynolds odrzucił propozycję. Jack Nicholson nie przyjął roli, twierdząc, że powinien zagrać ją Amerykanin włoskiego pochodzenia. Caan spodobał się kierownictwu Paramountu i został obsadzony w roli Michaela, podczas gdy Sonny’ego zagrać miał Carmine Caridi. Pomimo tego Coppola nadal nalegał na zaangażowanie Pacina; Evans ostatecznie zgodził się pod warunkiem, że Caan zagra Sonny’ego. Evans wolał w tej roli o kilkanaście centymetrów niższego od Cardiego Caana, który wzrostem zbliżony był do Pacina, co lepiej wyglądało przed kamerą. W momencie przyjęcia roli Michaela Pacino miał już podpisany kontrakt z Metro-Goldwyn-Mayer na występ w Gangu, który nie umiał strzelać, jednak obu studiom udało się osiągnąć porozumienie, a Paramount ostatecznie podpisał kontrakt z Pacinem na trzy tygodnie przed rozpoczęciem zdjęć.
Coppola w kilku rolach obsadził członków swojej rodziny: jego siostra, Talia Shire, zagrała Connie; jego córka Sofia Michaela Francisa Rizziego, syna Connie i Carla, a jego ojciec, Carmine Coppola, epizodyczną rolę pianisty. W filmie jako statyści pojawili się też jego żona, matka i dwóch synów. Pomniejsze role, np. Luki Brasiego, obsadzono już po rozpoczęciu zdjęć.

### Okres zdjęciowy
Przed rozpoczęciem zdjęć aktorzy przeszli dwutygodniowy okres przygotowań do ról, obejmujący m.in. obiad, podczas którego wszyscy musieli wcielać się w swoje postacie. Zdjęcia rozpoczęły się 29 marca 1971, a pierwszą nakręconą sceną była ta, w której Michael i Kay wychodzą ze sklepu po kupieniu bożonarodzeniowych prezentów. Dzień ten wybrano, ponieważ według prognozy pogody miał wtedy padać śnieg, jednak wobec jego braku zastosowano armatki śniegowe. Główne zdjęcia w Nowym Jorku zakończono 2 lipca 1971, po czym Coppola poprosił o trzytygodniową przerwę przed wylotem na Sycylię. Ze względu na realizowane w terminie zdjęcia, Paramount wyznaczył datę premiery filmu na początek 1972 roku.

Budynek nowojorskiego Sądu Najwyższego, na którego schodach nagrano scenę zabójstwa dona Barziniego.

Operator Gordon Willis pierwotnie odrzucił propozycję pracy przy Ojcu chrzestnym, uważając produkcję za „chaotyczną”. Kiedy jednak przyjął ofertę, wraz z Coppolą postanowili, że nie będą wykorzystywać żadnych współczesnych urządzeń filmowych, śmigłowców czy soczewek przybliżających, a kręcić będą w „formacie tableau”, żeby film sprawiał wrażenie oglądania obrazu. Willis intensywnie korzystał z cieni i świateł o niskim natężeniu, żeby oddać rozwój psychologiczny postaci. Wraz z Coppolą zgodzili się, żeby sceny utrzymane w ciemnej i jasnej tonacji wzajemnie oddziaływały na siebie przez cały film, całość została też celowo niedoświetlona, żeby nadać jej „żółtego tonu”. Sceny rozgrywające się na Sycylii kręcono w taki sposób, żeby podkreślić tereny pozamiejskie, dzięki czemu miały być „łagodniejsze i bardziej romantyczne” niż te rozgrywające się w Nowym Jorku.

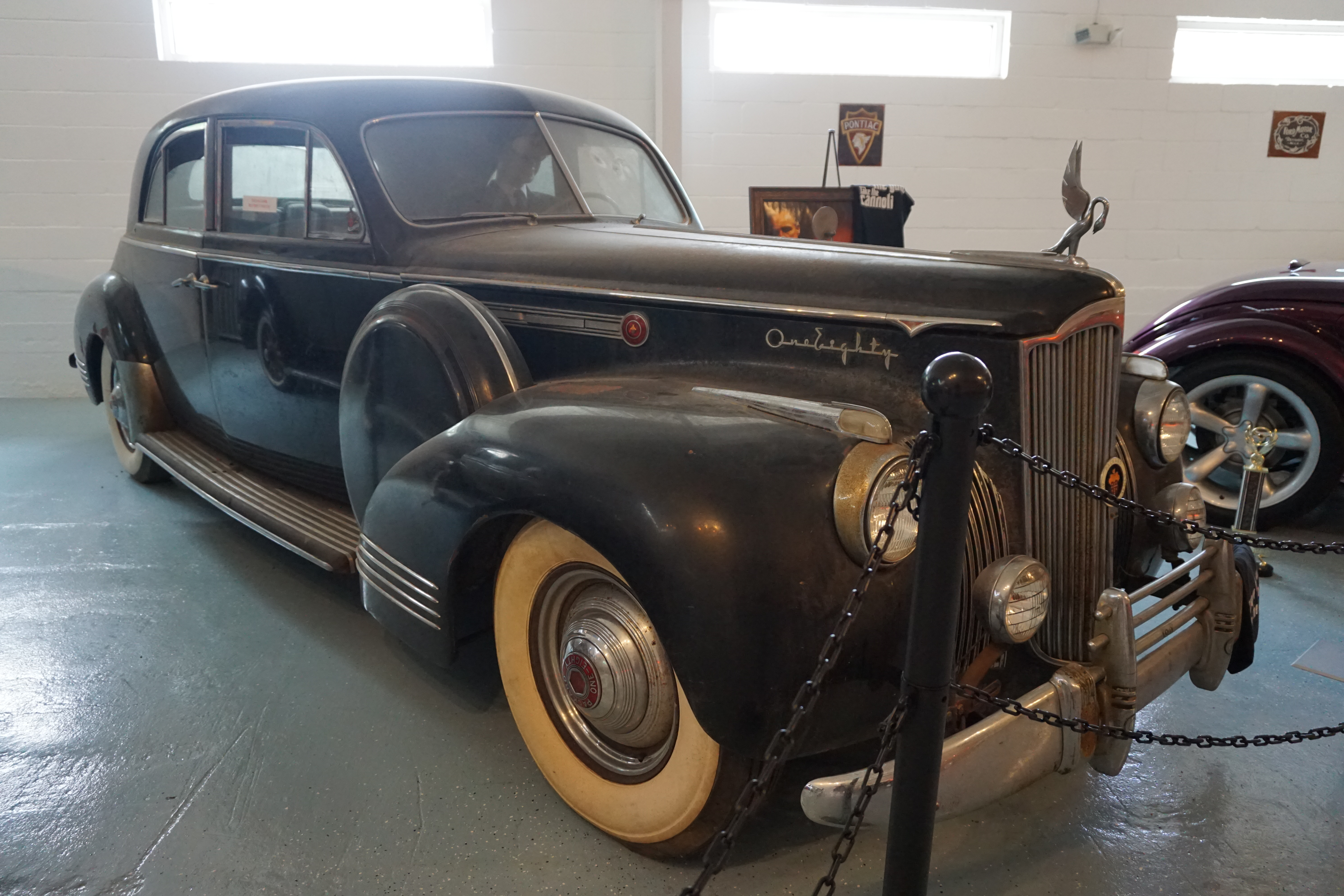
Packard super eight z 1941 użyty w filmie.

Jedna z najbardziej szokujących scen w filmie przedstawia prawdziwą odciętą końską głowę. Według jednych źródeł kręcono ją w willi Beverly Estate w Los Angeles, a według innych w Sands Point Preserve na Long Island. Coppola został skrytykowany za tę scenę, chociaż głowę do jej nakręcenia nabyto od firmy produkującej karmę dla psów, która zabiłaby konia bez względu na to, czy głowy użyto by w filmie, czy nie. Kręcenie sceny śmierci Sonny’ego rozpoczęto 22 czerwca na pasie startowym w bazie wojskowej Mitchel Field w Uniondale, na którym ustawiono punkty poboru opłat, bariery energochłonne i billboardy. W prowadzonym przez postać lincolnie continentalu z 1941 wywiercono otwory, które miały imitować dziury po kulach. Kręcenie sceny zajęło trzy dni, a budżet na jej zrealizowanie wyniósł ponad 100 tys. USD.
Zgodnie z życzeniem reżysera, większość – prawie dziewięćdziesiąt procent – scen nagrano w Nowym Jorku i jego okolicach, łącznie w ponad stu dwudziestu różnych miejscach. Kilka nakręcono w studiu Filmways na Wschodnim Harlemie, pozostałe w Kalifornii albo na Sycylii. Scen rozgrywających się w Las Vegas nie nagrywano w Nevadzie ze względu na ograniczony budżet. Sceny na Sycylii kręcono w gminach Savoca i Forza d’Agrò. W scenie wesela otwierającej film, kręconej w okolicach Staten Island, pojawia się blisko siedmiuset pięćdziesięciu miejscowych jako statyści. Za dom Corleonów, w którym odbywało się również wesele, posłużyła posiadłość przy Longfellow Avenue 110 w dzielnicy Todt Hill, wokół której na czas zdjęć wzniesiono styropianowe ogrodzenie. Budynek, w którym mieściła się firma importująca oliwę, będąca przykrywką dla prawdziwej działalności rodziny, znajduje się na manhattańskiej Mott Street.
Zdjęcia zakończyły się 7 sierpnia, a w postprodukcji skoncentrowano się przede wszystkim na zmontowaniu całego materiału do akceptowalnej długości. Reżyser i producenci dodawali i usuwali nakręcone sceny bądź odpowiednio je skracali. We wrześniu przedstawiono pierwszą surową wersję w całości zmontowanego filmu. Z ostatecznej wersji usunięto wiele scen poświęconych Sonny’emu, ponieważ nie popychały one fabuły do przodu. W listopadzie Coppola i Ruddy byli na półmetku prac; kwestią sporną pozostaje, kto dokładnie brał udział w dyskusjach odnośnie do ostatecznej wersji filmu. Paramountowi zmontowany film przedstawiono w grudniu 1971 i styczniu 1972.

## Muzyka
Do napisania muzyki Coppola zatrudnił włoskiego kompozytora Nina Rotę, który skomponował m.in. kultowy motyw „Love Theme from The Godfather”. Pisząc muzykę, Rota opierał się na wydarzeniach i postaciach przedstawionych w filmie. Na potrzeby Ojca chrzestnego wykorzystał fragmenty swojej ścieżki dźwiękowej do włoskiego filmu Fortunella z 1958, żeby podkreślić włoskość produkcji oraz jej tragiczny charakter. Według Evansa skomponowana przez Rotę muzyka była „intelektualna” i nie chciał, żeby pojawiła się w filmie, Coppoli udało się go jednak do niej przekonać. Według reżysera, muzyka Roty nadawała całości jeszcze bardziej włoskiego klimatu. Ojciec Coppoli, Carmine, skomponował kilka dodatkowych utworów, przede wszystkim muzykę przygrywającą gościom na weselu.
Jako muzykę pojawiającą się w tle wykorzystano m.in. utwór „C’è la luna mezzo mare” i arię Cherubina „Non so più cosa son” z Wesela Figara. Ścieżka dźwiękowa do filmu została wydana przez Paramount Records w 1971 płycie winylowej, a przez Geffen Records na płycie kompaktowej w 1991 oraz w 2005 w formie cyfrowej. Na album ze ścieżką dźwiękową składa się nieco ponad 31 minut kompozycji Roty oraz dodatkowe utwory, w których udział mieli Coppola, Johnny Farrow i Marty Symes. Serwis AllMusic wystawił albumowi ocenę , a recenzent Zach Curd uznał go za „mroczną, niepokojącą i elegancką ścieżkę dźwiękową”. Recenzent Filmtracks stwierdził, że Rocie udało się idealnie dopasować muzykę do najważniejszych motywów filmu.

## Dystrybucja

### Kinowa
Światowa premiera Ojca chrzestnego odbyła się w nowojorskim Loew’s State Theatre 14 marca 1972 – blisko trzy miesiące po pierwotnie planowanym terminie, przypadającym na święta 1971. Zyski z premiery przeznaczono na organizację The Boys Club of New York. Jeszcze przed premierą film zarobił około 15 mln USD, ponieważ prawa do jego wyświetlania zamówiło ponad 400 kin. 15 marca rozpoczęto pokazy w pięciu wybranych kinach w Nowym Jorku, 17 marca w Imperial Theatre w Toronto, a 22 marca w dwóch kinach w Los Angeles. Do kin w całych Stanach Zjednoczonych film trafił 24 marca; po pięciu dniach wyświetlany był łącznie w trzystu szesnastu kinach. W Polsce film trafił do kin w trzecim kwartale 1974. Do końca roku obejrzało go ponad 5,7 mln widzów podczas 18,2 tys. seansów, co dawało widownię przekraczającą 300 osób na seans, a łącznie ponad 7,7 mln.

### Domowa i telewizyjna
Prawa do telewizyjnej emisji filmu nabyła stacja NBC za 10 mln USD. Ojciec chrzestny został premierowo wyemitowany w amerykańskiej telewizji w dwóch częściach, odpowiednio 16 i 18 listopada 1974, z niewielkimi zmianami względem wersji kinowej. Według danych Nielsen Media Research emisja cieszyła się dobrą oglądalnością, zwiększając zainteresowanie mającym mieć premierę niecały miesiąc później Ojcem chrzestnym II. 18 listopada 1977 NBC rozpoczęła emisję przygotowanego przez Coppolę miniserialu telewizyjnego The Godfather Saga. Składały się na niego Ojciec chrzestny i Ojciec chrzestny II połączone w rozgrywającą się chronologicznie całość, uzupełnione o sceny usunięte z filmów; w wersji tej stonowano jednak przemoc, treści seksualne i wulgarne słownictwo. W 1981 Paramount wydał The Godfather Epic – miniserial w pełnej, nieugrzecznionej dla potrzeb telewizji wersji. W 1992 premierę miała The Godfather Trilogy, przedstawiająca w kolejności chronologicznej wydarzenia z dwóch pierwszych filmów oraz wydanego rok wcześniej Ojca chrzestnego III.
W 1991 premierę miał film dokumentalny The Godfather Family: A Look Inside, w którym przedstawiono materiały zza kulis wszystkich trzech części, wywiady z aktorami i nagrania z castingów. W 2001 na DVD wydano kolekcję zawierającą wszystkie trzy części wraz z komentarzem reżyserskim Coppoli, The Godfather Family: A Look Inside, drzewem genealogicznym Corleonów, chronologią wydarzeń oraz przemowami twórców podczas odbierania Oscarów.

#### Ojciec chrzestny: The Coppola Restoration
Podczas premierowej dystrybucji filmu oryginalne negatywy zostały wytarte, ponieważ żeby sprostać zapotrzebowaniu kin, drukowano na ich podstawie znaczną liczbę kopii, a duplikaty zgubiły się w archiwach Paramountu. W 2006 Coppola skontaktował się ze Stevenem Spielbergiem – którego studio DreamWorks zostało niedługo wcześniej zakupione przez Paramount – w sprawie odrestaurowania Ojca chrzestnego. Proces odświeżenia filmu oraz jego kontynuacji nadzorował Robert A. Harris, a udział brał w nim również Willis. Rozpoczął się on w listopadzie 2006 od naprawienia negatywów, żeby mogły zostać zeskanowane do formatu cyfrowego, z których powstały pliki w rozdzielczości 4K. Wszelkie ewentualne uszkodzenia i odstępstwa, jak np. utrata kolorów, poprawiano cyfrowo, żeby przywrócić je do stanu pierwotnego. Projekt zakończono po półtora roku prac. Odświeżone wersje filmów zostały wydane przez Paramount na DVD i Blu-rayu 23 września 2008 pod tytułem Ojciec chrzestny: The Coppola Restoration. Dave Kehr z „The New York Timesa” stwierdził, że odświeżona wersja przywraca „blask oryginałom, jakie wyświetlano w kinach”. Odrestaurowana trylogia została pozytywnie odebrana przez krytyków i Coppolę. The Coppola Restoration zawiera również kilka nowych materiałów dodatkowych w wysokiej rozdzielczości, w tym sceny usunięte czy materiały zza kulis.
Z okazji 50. rocznicy premiery filmu Paramount Pictures ponownie odrestaurował i zremasterował trylogię, która trafiła do ograniczonej dystrybucji kinowej. Z okazji półwiecza serii Coppola stworzył też przemontowaną wersję części trzeciej; wersja ta, bliższa jego pierwotnemu zamierzeniu, została wydana pod tytułem Ojciec chrzestny: Epilog – Śmierć Michaela Corleone. Wszystkie odnowione filmy zostały wydane na Blu-ray i Blu-ray 4K w marcu 2022.

## Odbiór

### Box office
Ojciec chrzestny okazał się przebojem kinowym, ustanawiającym kilka rekordów w box offisie i będąc najbardziej dochodowym filmem 1972 roku. W pierwszym tygodniu wyświetlania w Stanach Zjednoczonych i Kanadzie zarobił 568,8 tys. USD, znajdując się na pierwszym miejscu zestawienia. W ciągu pięciu pierwszych dni dystrybucji międzynarodowej zarobił 6,8 mln USD, a w połączeniu z zyskami z kin amerykańskich – 7,3 mln. W następnym tygodniu na koncie filmu znajdowało się już 17,2 mln – zarabiając w tydzień około 10 mln USD, Ojciec chrzestny ustanowił rekord czasu, w jakim udało się uzyskać taki przychód. Po osiemnastu tygodniach na pierwszym miejscu listy najpopularniejszych filmów w USA zarobił 101 mln, ustanawiając kolejny rekord – dla filmu, który w najszybszym czasie osiągnął tę granicę. Według niektórych artykułów prasowych z tamtego czasu miał to być pierwszy film, który zarobił w Ameryce Północnej 100 mln USD, w rzeczywistości jednak rekord ten ustanowiły Dźwięki muzyki w 1965. Po dwudziestu trzech tygodniach wyświetlania Ojciec chrzestny stracił pierwsze miejsce na rzecz Motyle są wolne, w następnym tygodniu powrócił jednak na pozycję lidera, na której znajdował się jeszcze przez kolejne trzy tygodnie.
Podczas premierowych seansów film zarobił w USA i Kanadzie łącznie 81,5 mln USD; w 1973 wynik ten urósł do 85,7 mln, a po ograniczonej dystrybucji w 1997 łącznie do 135 mln. Ojciec chrzestny pokonał Przeminęło z wiatrem jako film, który przyniósł dystrybutorowi największe zyski z wypożyczania kopii kinom; w 1975 nowy rekord ustanowiły Szczęki. Sukces udało powtórzyć się również na rynku międzynarodowym, na którym Ojciec chrzestny zarobił łącznie 142 mln USD, stając się na pewien czas najbardziej dochodowym filmem w historii; kilka lat później ponownie rekord pobiły Szczęki. Zyski z filmu były tak duże, że ceny akcji Gulf & Western Industries, Inc., do której należał Paramount, wzrosły z 77 centów do 3,3 USD. Po 1997 film był wznawiany jeszcze ośmiokrotnie, zarabiając na całym świecie łącznie pomiędzy 250 a 291 mln USD; po uwzględnieniu inflacji, Ojciec chrzestny pozostaje 25. najbardziej dochodowym filmem w historii Stanów Zjednoczonych.

### Ze strony krytyków
Ojciec chrzestny spotkał się z przytłaczająco pozytywnym odbiorem ze strony widzów i krytyków, a obecnie uważany jest za jeden z najważniejszych filmów w historii, zwłaszcza w gatunku kina gangsterskiego. W agregatorze recenzji Rotten Tomatoes poleca go 97% spośród 149 recenzentów, a średnia jego ocen to 9,4/10. Podsumowany został jako: „Jeden z największych komercyjnych i krytycznych sukcesów Hollywoodu, w którym wszystko działa tak, jak powinno. Nie tylko prześcignął oczekiwania, ale też stał się wzorem dla kinematografii amerykańskiej”. W agregatorze Metacritic, opierającym się na średniej ważonej, ma ocenę 100/100 od 16 krytyków.
Roger Ebert z „Chicago Sun-Times” chwalił Coppolę za to, że pozostał wierny historii przedstawionej w książce, w tym przede wszystkim zachował czas i miejsce akcji. Chwalił również film za to, że potrafi „wciągnąć” widza na blisko trzy godziny, uznał go także za najlepszy film 1972 roku. Gene Siskel z „Chicago Tribune” ocenił Ojca chrzestnego na , stwierdzając, że „film jest bardzo dobry, ale Brando wcale nie jest jedynym powodem”.
Według Andrew Sarrisa z „The Village Voice” Brando wybitnie sportretował Vita Corleonego i kradł dla siebie każdą scenę, w której się pojawiał, uznał jednak, że postać Michaela jest zbyt skoncentrowana na zemście. Chwalił także kreacje Richarda Castellana, Roberta Duvalla i Jamesa Caana. Pauline Kael z „The New Yorkera” stwierdziła, że „Ojciec chrzestny to najlepszy przykład tego, że świetny film może powstać z połączenia pieniędzy i sztuki”.
Desson Howe z „The Washington Post” uznał film za „perłę” i stwierdził, że Coppola zasługuje na wszystkie pochwały, jakie zań otrzymuje. Zdaniem Vincenta Canby’ego z „The New York Timesa” Coppola stworzył „najbardziej brutalną i poruszającą kronikę amerykańskiego życia”, która wykracza poza swój gatunek i zaprezentowane w nim środowisko. Reżyser Stanley Kubrick uznał, że Ojciec chrzestny może pochwalić się najlepszą obsadą w historii i może być najlepszym filmem wszech czasów. Jedną z niewielu negatywnych recenzji w czasach wyświetlania filmu w kinach napisał Stanley Kauffmann z „The New Republic”, krytykując charakteryzację Brando, muzykę Roty i grę Pacina, który „gubi się w zbyt trudnej dla siebie roli”.
Podczas gdy wcześniejsze filmy o mafii przedstawiały gangi z perspektywy osoby z zewnątrz, w Ojcu chrzestnym wydarzenia przedstawiane są z punktu widzenia gangsterów, a mafia jako odpowiedź na skorumpowane społeczeństwo. Chociaż rodzina Corleonów przedstawiana jest jako bardzo bogata i wpływowa, w żadnej scenie nie zostają przedstawione środki, które jej to zapewniają – prostytucja, hazard, lichwiarstwo i inne formy nielegalnego zdobywania pieniędzy. Zdaniem George’a de Stefana osadzenie całości w kontrkulturze przestępczej pozwala na bezpardonową stereotypizację płci (np. Vito każący szlochającemu Johnny’emu Fontane’owi „zachowywać się jak mężczyzna”), co stanowi ważny aspekt filmu.
W recenzji napisanej z okazji czterdziestolecia filmu, krytyk John Podhoretz chwalił Ojca chrzestnego jako „prawdopodobnie najlepszy utwór amerykańskiej popkultury” i „sumę wszystkich wybitnych filmów, które stworzono przed nim”. Ebert w podobnym czasie napisał, że „niemal wszyscy zgadzają się, że jest to niezaprzeczalnie genialny film”.

## Nagrody i wyróżnienia
Ojciec chrzestny otrzymał siedem nominacji do Złotych Globów – dla najlepszego film dramatycznego, najlepszego aktora drugoplanowego (Caan), najlepszego aktora w dramacie (Pacino i Brando), najlepszej muzyki, reżysera i scenariusza, ostatecznie zdobywając cztery: za scenariusz, muzykę, najlepszy dramat oraz dla najlepszego aktora (Brando). Ścieżkę dźwiękową Nina Roty nagrodzono Grammy w kategorii najlepszej oryginalnej muzyki filmowej.
12 lutego 1973 ogłoszono nominacje do Oscarów, których Ojciec chrzestny otrzymał jedenaście: za najlepszy film, kostiumy, aktora pierwszoplanowego (Brando), scenariusz adaptowany, aktora drugoplanowego (Pacino, Caan i Duvall), montaż, muzykę, reżyserię i dźwięk. Przed rozdaniem nagród Amerykańska Akademia Filmowa zrewidowała nominację dla Roty, stwierdzając, że w „Love Theme from The Godfather” wykorzystano zbyt wiele fragmentów z muzyki napisanej wcześniej do Fortunelli Eduarda de Filippa, wobec czego nominację wycofano i przyznano ją Johnowi Addisonowi za Detektywa. Chociaż Ojciec chrzestny był faworytem i uważano, że zdobędzie największą liczbę nagród, ostatecznie zdobył tylko trzy – za scenariusz, dla najlepszego filmu i aktora pierwszoplanowego. Brando, który dwa miesiące wcześniej nie pojawił się na rozdaniu Złotych Globów, zbojkotował nagrody Akademii i odmówił przyjęcia Oscara, będąc drugim – po George’u C. Scotcie w 1970 roku – aktorem, który to zrobił. Zamiast tego Brando wysłał na galę aktywistkę na rzecz praw rdzennych mieszkańców Sacheen Littlefeather, żeby przedstawiła publiczności powód jego odmowy, motywowany sposobem, w jaki przedstawiano Indian północnoamerykańskich w Hollywoodzie i telewizji. Pacino także zbojkotował ceremonię, czując się urażony tym, że chociaż Michael pojawia się na ekranie znacznie częściej niż Vito, to Brando nominowano w kategorii aktora pierwszoplanowego, a jego za rolę drugoplanową.
Film otrzymał także pięć nominacji do nagród Brytyjskiej Akademii Filmowej: za najbardziej obiecujący debiut aktorski w głównej roli (Pacino), najlepszą ścieżkę dźwiękową, najlepszego aktora drugoplanowego (Duvall), pierwszoplanowego (Brando) i za najlepsze kostiumy. Ostatecznie Ojciec chrzestny nagrodzony został tylko za muzykę.

### Lista wyróżnień
| Nagroda                                          | Kategoria                                             | Nominowany                                          | Wynik     |
| ------------------------------------------------ | ----------------------------------------------------- | --------------------------------------------------- | --------- |
| Nagroda Amerykańskiej Akademii Filmowej (Oscar)  | Najlepszy film                                        | Albert S. Ruddy                                     | wygrana   |
| Nagroda Amerykańskiej Akademii Filmowej (Oscar)  | Najlepsza reżyseria                                   | Francis Ford Coppola                                | nominacja |
| Nagroda Amerykańskiej Akademii Filmowej (Oscar)  | Najlepszy aktor pierwszoplanowy                       | Marlon Brando (odmówił przyjęcia nagrody)           | wygrana   |
| Nagroda Amerykańskiej Akademii Filmowej (Oscar)  | Najlepszy aktor drugoplanowy                          | James Caan                                          | nominacja |
| Nagroda Amerykańskiej Akademii Filmowej (Oscar)  | Najlepszy aktor drugoplanowy                          | Robert Duvall                                       | nominacja |
| Nagroda Amerykańskiej Akademii Filmowej (Oscar)  | Najlepszy aktor drugoplanowy                          | Al Pacino                                           | nominacja |
| Nagroda Amerykańskiej Akademii Filmowej (Oscar)  | Najlepszy scenariusz adaptowany                       | Mario Puzo i Francis Ford Coppola                   | wygrana   |
| Nagroda Amerykańskiej Akademii Filmowej (Oscar)  | Najlepsze kostiumy                                    | Anna Hill Johnstone                                 | nominacja |
| Nagroda Amerykańskiej Akademii Filmowej (Oscar)  | Najlepszy montaż                                      | William Reynolds i Peter Zinner                     | nominacja |
| Nagroda Amerykańskiej Akademii Filmowej (Oscar)  | Najlepszy montaż dźwięku                              | Bud Grenzbach, Richard Portman i Christopher Newman | nominacja |
| Nagroda Amerykańskiej Akademii Filmowej (Oscar)  | Najlepsza oryginalna muzyka filmowa                   | Nino Rota                                           | wycofana  |
| Nagroda Brytyjskiej Akademii Filmowej (BAFTA)    | Najlepszy aktor pierwszoplanowy                       | Marlon Brando (również za Koszmary)                 | nominacja |
| Nagroda Brytyjskiej Akademii Filmowej (BAFTA)    | Najlepszy aktor drugoplanowy                          | Robert Duvall                                       | nominacja |
| Nagroda Brytyjskiej Akademii Filmowej (BAFTA)    | Najbardziej obiecujący debiut aktorski w głównej roli | Al Pacino                                           | nominacja |
| Nagroda Brytyjskiej Akademii Filmowej (BAFTA)    | Najlepsza muzyka filmowa                              | Nino Rota                                           | wygrana   |
| Nagroda Brytyjskiej Akademii Filmowej (BAFTA)    | Najlepsze kostiumy                                    | Anna Hill Johnstone                                 | nominacja |
| Nagroda Amerykańskiej Gildii Reżyserów Filmowych | Najlepsza reżyseria filmu pełnometrażowego            | Francis Ford Coppola                                | wygrana   |
| Złoty Glob                                       | Najlepszy film dramatyczny                            | Ojciec chrzestny                                    | wygrana   |
| Złoty Glob                                       | Najlepsza reżyseria filmu pełnometrażowego            | Francis Ford Coppola                                | wygrana   |
| Złoty Glob                                       | Najlepszy aktor pierwszoplanowy w filmie dramatycznym | Marlon Brando                                       | wygrana   |
| Złoty Glob                                       | Najlepszy aktor pierwszoplanowy w filmie dramatycznym | Al Pacino                                           | nominacja |
| Złoty Glob                                       | Najlepszy aktor drugoplanowy w filmie pełnometrażowym | James Caan                                          | nominacja |
| Złoty Glob                                       | Najlepszy scenariusz                                  | Mario Puzo and Francis Ford Coppola                 | wygrana   |
| Złoty Glob                                       | Najlepsza muzyka oryginalna                           | Nino Rota                                           | wygrana   |
| Nagroda Grammy                                   | Najlepsza ścieżka dźwiękowa do filmu lub serialu      | Nino Rota                                           | wygrana   |
| Nagroda Amerykańskiej Gildii Scenarzystów        | Najlepszy scenariusz adaptowany                       | Mario Puzo i Francis Ford Coppola                   | wygrana   |

### Wyróżnienia American Film Institute
- 1998: Lista 100 najlepszych filmów amerykańskich na stulecie kina – 3. miejsce[217]
- 2001: Lista 100 najlepszych filmów trzymających w napięciu – 11. miejsce[218]
- 2005: Lista 100 najlepszych cytatów filmowych:
  - „Zamierzam złożyć mu propozycję nie do odrzucenia” – 2. miejsce[219]
- 2006: Lista 100 najlepszych ścieżek dźwiękowych – 5. miejsce[220]
- 2007: Lista 100 najlepszych filmów amerykańskich (10. rocznica) – 2. miejsce[221]
- 2008: AFI’s 10 Top 10 – 1. miejsce w kategorii film gangsterski[222]

### Inne wyróżnienia
- 1990: uznany za niematerialne kulturowe dziedzictwo Stanów Zjednoczonych i wpisany do National Film Registry jako film „znaczący pod względem kulturowym, historycznym bądź estetycznym”[223].
- 1992: w ankiecie reżyserów zorganizowanej dla czasopisma „Sight & Sound” zajął 6. miejsce na liście najwybitniejszych filmów wszech czasów[224].
- 1998: 1. miejsce na liście najlepszych filmów wszech czasów wg magazynu „Time Out”[225].
- 1999: 12. miejsce na liście 250 najlepszych filmów wszech czasów w ankiecie krytyków „The Village Voice”[226].
- 1999: najlepszy film wszech czasów wg „Entertainment Weekly”[227].
- 2002: w ankiecie reżyserów na najlepszy film wszech czasów dla „Sight & Sound” pierwsza i druga część zajmują 2. miejsce (za Obywatelem Kane’em)[228]; 4. miejsce w głosowaniu krytyków[229].
- 2002: 39. miejsce (wraz z Ojcem chrzestnym II) na liście 100 najważniejszych filmów wszech czasów według National Society of Film Critics[230][231].
- 2005: uznany za jeden ze stu najlepszych filmów minionego osiemdziesięciolecia przez tygodnik „Time”[232][233].
- 2006: 2. miejsce na liście 101 najlepszych scenariuszy filmowych według Zachodniej Gildii Scenarzystów Amerykańskich (za Casablancą)[234].
- 2008: 1. miejsce na liście 500 najlepszych filmów wszech czasów według magazynu „Empire”[235].
- 2008: 50. miejsce na liście 100 najlepszych filmów według francuskiego magazynu „Cahiers du cinéma”[236].
- 2009: 1. miejsce na liście 10 najlepszych niejapońskich filmów według magazynu „Kinema Junpo”[237].
- 2010: 15. miejsce na liście 25 najlepszych filmów artystycznych według „The Guardian”[238].
- 2012: 6. miejsce na liście najlepiej zmontowanych filmów w rankingu członków Gildii Montażystów Filmowych[239].
- 2012: 7. miejsce na liście najlepszych filmów według reżyserów sporządzonych dla czasopisma „Sight & Sound”; w analogicznej liście sporządzonej przez krytyków miejsce 12.[240][241][242]
- 2014: 1. miejsce na liście najlepszych filmów wszech czasów w ankiecie „The Hollywood Reporter”, przeprowadzonej wśród 2120 przedstawicieli branży filmowej – studiów, agencji aktorskich, agencji PR-owych, producentów[243].
- 2015: 2. miejsce na liście 100 najlepszych filmów amerykańskich w rankingu BBC opracowanym na podstawie głosów krytyków z całego świata[244].

## Wpływ na kulturę
Chociaż przed Ojcem chrzestnym powstało wiele filmów o tematyce gangsterskiej, Coppola osadził swój film w kulturze włoskich imigrantów, przedstawił też gangsterów jako osoby o złożonych osobowościach, co nie miało wcześniej miejsca. Motyw ten rozwinął jeszcze bardziej w Ojcu chrzestnym II, a sukces tych dwóch filmów na płaszczyznach krytycznej, artystycznej i finansowej był przyczynkiem do powstania licznych kolejnych produkcji o gangsterach włoskiego pochodzenia, takich jak Chłopcy z ferajny Martina Scorsesego czy stworzony przez Davida Chase’a serial telewizyjny Rodzina Soprano .
Według badań przeprowadzonych przez Italic Institute of America, których tematem było przedstawienie Amerykanów włoskiego pochodzenia w popkulturze w latach 1914–2014, znaczący wpływ na ich rozwój miał Ojciec chrzestny. Od jego premiery do 2014 w Stanach Zjednoczonych wyprodukowano 430 filmów o gangsterach włoskiego pochodzenia (średnio dziesięć rocznie), podczas gdy od 1914 do premiery Ojca chrzestnego powstało ich zaledwie 98. Stworzona przez Coppolę epopeja, na którą składa się nie tylko trylogia, ale też materiały dodatkowe, zakorzeniła się w amerykańskiej świadomości. Wraz z kolejnymi filmami eksploatującymi wątki mafijne zaowocowało to stereotypową koncepcją kultury włosko-amerykańskiej opierającej się na sieciach przestępczych. Największy wpływ na kulturę amerykańską wywarła jednak część pierwsza, która w przeciwieństwie do jakiegokolwiek wcześniejszego filmu autentycznie przedstawiała losy ubogich włoskich imigrantów, którzy przybyli do Stanów Zjednoczonych w latach 20. w poszukiwaniu lepszego życia; zasługę za to często przypisuje się Coppoli, który wyraził zrozumienie dla nich. Chociaż niektórzy krytycy uważali, że historia Corleonów przedstawia uniwersalne aspekty imigracji, inni stwierdzili, że widzowie zaczęli przesadnie utożsamiać zorganizowaną działalność przestępczą z Amerykanami włoskiego pochodzenia. Film, wyprodukowany w okresie intensywnego narodowego cynizmu i samokrytyki, poruszał tematykę podwójnej tożsamości, jaką wyczuwali w sobie potomkowie pierwszych imigrantów. Ojciec chrzestny wskazywany jest jako przyczynek do tego, że po jego premierze Hollywood coraz częściej zaczęło przedstawiać włoskich imigrantów jako postacie negatywne, jak również jako narzędzie służące werbunkowi do struktur przestępczości zorganizowanej.
Pojęcie mafijnego „ojca chrzestnego” zostało wymyślone przez Puza, jednak po premierze filmu weszło do języka potocznego. American Film Institute uznał zdanie „Zamierzam złożyć mu propozycję nie do odrzucenia” za drugi najbardziej pamiętny cytat filmowy wszech czasów – po „Szczerze mówiąc, moja droga, mam to gdzieś” z Przeminęło z wiatrem. Zdanie to stało się popularne po premierze Ojca chrzestnego, chociaż nie zostało ono wymyślone przez Puza ani Coppolę. Już w Ojcu Goriocie (1835) Honoré de Balzaca Vautrin mówi do Eugène’a: „Po tym wszystkim, chcę zrobić panu propozycję, której by nikt nie odrzucił”, a niemal identyczna kwestia – „Złożyłem Dantonowi propozycję nie do odrzucenia” – pada w westernie Jeźdźcy przeznaczenia (1933) z Johnem Wayne’em.
Film miał rzekomo wywrzeć również wielkie wrażenie na prawdziwych gangsterach. Salvatore „Sammy the Bull” Gravano, sottocapo mafijnej rodziny Gambinów, stwierdził: „Wyszedłem z seansu osłupiały. Może to była fikcja, ale tak wyglądało moje życie. To było coś niesamowitego. Pamiętam, że rozmawiałem z wieloma wtajemniczonymi, którzy czuli dokładnie to samo”. Według Anthony’ego Fiata, zabójcy z mafii Los Angeles, członkowie rodziny Patriarców – Paulie Intiso i Nicky Giso – po obejrzeniu Ojca chrzestnego mieli zacząć imitować sposób mówienia Vita Corleonego; Intiso, znany z używania znacznej liczby wulgaryzmów i niezbyt składnego wypowiadania się, po seansie miał zacząć pracować nad wzbogaceniem swojego słownictwa i poprawą wymowy.

## Parodie i utwory powiązane
Ojciec chrzestny był wielokrotnie parodiowany i cytowany w różnych mediach, stał się również inspiracją dla utworów pochodnych; przykładowo:
- W skeczu zrealizowanym na potrzeby programu komediowego Saturday Night Live John Belushi pojawił się jako Vito Corleone uczęszczający na terapię po śmierci Sonny’ego[255].
- W serialu telewizyjnym Rodzina Soprano bar ze striptizem prowadzony przez Silvia Dantego nazywa się Bada Bing!, co nawiązuje do wyrażenia spopularyzowanego przez postać Sonny’ego[23].
- Do Ojca chrzestnego wielokrotnie nawiązywano w serialu animowanym Simpsonowie. Przykładowo, w odcinku Kucyk Lisy Lisa po przebudzeniu się znajduje w łóżku konia i zaczyna krzyczeć, a w odcinku Pan Pług Bart Simpson zostaje obrzucony śnieżkami w sposób parodiujący śmierć Sonny’ego[256].
- Scena chrztu została sparodiowana w odcinku Na imię mu Fulgencio serialu komediowego Współczesna rodzina[257].
- W 2006 roku wydano grę komputerową Ojciec chrzestny, przedstawiającą losy nowej postaci – Alda Trapaniego – który dołącza do rodziny Corleonów, a jego losy przeplatają się z wydarzeniami ukazanymi w filmie[258][259]. Duvall, Caan i Brando użyczyli głosów i wizerunków postaciom, w które wcielili się w filmie[260]. Coppola otwarcie wyraził swoją dezaprobatę dla gry[261].
- W 2021 roku ukazała się książka Marka Seala Zostaw broń, weź cannoli: Kulisy powstania filmu „Ojciec chrzestny”, dokumentująca proces realizacji filmu na podstawie wywiadów z jego twórcami[262].
- W 2022 na platformie strumieniowej Paramount+ zadebiutował dziesięcioodcinkowy miniserial The Offer przedstawiający kulisy produkcji Ojca chrzestnego z perspektywy Alberta S. Ruddy’ego[263].